# Billings (Montana)
Billings az Egyesült Államokban Montana tagállam legnagyobb városa.

## Gazdaság
Fontos kereskedelmi és feldolgozó központ, amely elsősorban a környék szarvasmarha tenyésztésére, a búza és a cukorrépa termesztésére épül.
Nemzetközi forgalmú repülőtérrel rendelkezik. Nevét az egykori vasúttársaság, a Northern Pacific Railroad vezetőjéről, Frederick H. Billings-ről kapta.

## Demográfia
| 2010 | 104 170 |
| 2020 | 117 116 |

A szűkebb agglomeráció lakossága 162 850 fő volt 2012-ben.
2010-ben a lakosság mintegy 89,5%-a fehér, 5% latin, 4,5%-a indián, közel 1% afro-amerikai, 0,7%-a ázsiai eredetű volt.

## Fordítás
Ez a szócikk részben vagy egészben  a   Billings, Montana című angol Wikipédia-szócikk fordításán alapul.  Az eredeti cikk szerkesztőit annak laptörténete sorolja fel. Ez a jelzés csupán a megfogalmazás eredetét és a szerzői jogokat jelzi, nem szolgál a cikkben szereplő információk forrásmegjelöléseként.